# Angela Yu Chien
Angela Yu Chien (en chino, 于倩; Pekín, 11 de abril de 1942 – Hospital Queen Mary, 10 de abril de 2000) fue una actriz hongkonesa nacida en China.

## Biografía
Yu nació en 1942 en Pekín. A los cinco años se trasladó con su familia a Taiwán. En 1960 se trasladó a Hong Kong y se incorporó como actriz al Southern Drama Group del Shaw Brothers Studio.
Murió de cáncer en el hospital Queen Mary el 10 de abril de 2000.

## Filmografía
- 1964 Between Tears and Smiles
- 1964 The Dancing Millionairess - Miss Xia [2]
- 1964 Coffin from Hong Kong como Lee Lai
- 1964 Da ji
- 1964 The Story of Sue San como sirvienta
- 1965 Xin hua duo duo kai como Julie Yeh Feng
- 1966 Lan yu hei (Shang) como Ji Huiya
- 1966 Lan yu hei (Xia) como Ji Huiya
- 1966 Kuai lo qing chun
- 1967 Da xia fu chou ji
- 1967 Yu hai qing mo como la amante de Shangyuan
- 1967 Shao nian shi wu er shi shi
- 1967 The Cave of the Silken Web como la tercera hermana
- 1967 Qing chun gu wang como Julie
- 1968 Hong Kong Rhapsody como Li Tan-Ni [3]
- 1968 Duan hun gu Chao Chien Ying
- 1969 Diao jin gui as Liu Wen-ying
- 1969 Dead End como Mary
- 1969 Yiu yan kuang liu como Mona Lin
- 1969 Ren tou ma como Lu-no
- 1970 The Winged Tiger como Yin Cai Hua
- 1971 Chao piao yu wo
- 1975 That's Adultery
- 1975 Hua fei man cheng chun
- 1975 Bruce: Hong Kong Master
- 1975 Xiao Shandong dao Xianggang
- 1976 Killer Elephants
- 1976 Erotic Nights
- 1976 The Oily Maniac
- 1976 The Web of Death
- 1976 The Drug Connection como Margaret
- 1983 Bruce vs. Bill
- 1984 Yi ren zai jian
- 1984 Da xiao bu liang
- 1984 Hong Kong 1941
- 1985 Meng gui po ren
- 1985 Fa gai si doi
- 1987 Tragic Hero como Mrs. Chu
- 1988 The Last Conflict (Telefilme) como la de madre de Kin
- 1989 Life Is Cheap... But Toilet Paper Is Expensive como Blue Velvet
- 1992 Tang xi feng yue hen